# Порадз (Свідвинський повіт)
Порадз (пол. Poradz, нім. Petersfelde) — село в Польщі, у гміні Славобоже Свідвинського повіту Західнопоморського воєводства.
Населення — 48 осіб (2011).
У 1975-1998 роках село належало до Кошалінського воєводства.

## Демографія
Демографічна структура станом на 31 березня 2011 року:
|          | Загалом | Допрацездатний вік | Працездатний вік | Постпрацездатний вік |
| -------- | ------- | ------------------ | ---------------- | -------------------- |
| Чоловіки | 24      | 6                  | 17               | 1                    |
| Жінки    | 24      | 3                  | 12               | 9                    |
| Разом    | 48      | 9                  | 29               | 10                   |